# Marieholm (Eslöv)
Marieholm è un'area urbana della Svezia situata nel comune di Eslöv, contea di Scania.
La popolazione risultante dal censimento 2010 era di 1 598 abitanti .